# Faktory ovlivňující masmediální obsahy
Faktory ovliňující masmediální obsahy (anglicky Theories of Influences on Mass Media Content, známé též jako Hierarchy of Influences) je teoretický rámec zahrnující pět úrovní, které ovlivňují rozhodování o tom, které události se stanou zpravodajskými obsahy. Tvůrci teoretického rámce jsou Pamela Shoemaker a Stephen D. Reese, kteří je uvedli v publikaci z roku 1991 s názvem Mediating the Message: Theories of Influences on Mass Media Content.

## Pět vlivů
Pět úrovní, které mají vliv na výslednou podobu mediálních obsahů šířených masmédií.

### Sociální systém
Makrosociální vliv. Vliv celého sociálního systému. Zaměření se na to, jak ideologické vlivy utváří a ovlivňují mediální obsah (vládnoucí režim apod.).

### Sociální instituce
Vliv velikých sociálních institucí. Takovým vlivem může být politika či ekonomika. Například i média samotná, která se stávají součástí velikých institucí a slučují se do větších celků. Následně závisí média na sobě, anebo mezi sebou jednotlivé koncerny soutěží.

### Mediální organizace
Vliv na podobu obsahu mají nastavení mediálních organizací, její politika, pracovní pozice a pravidla. Celková struktura a podoba organizace má určitý vliv. Rozdílné obsahy jsou například u deníků a týdeníků.

### Rutinní praktiky
Možnosti, jak si žurnalista ulehčuje práci. Rutinní neboli stereotypní dovednost, jak zvládat práci efektivněji. Usnadnění práce však může mít i negativní vliv na výslednou podobu zprávy. Rutiny vznikají neustálým opakováním stejných vzorů práce. Nejznámějším příkladem je forma tzv. gatekeepingu čili vrátného, který určuji, které zprávy si zaslouží dostatek pozornosti, aby byly zpracovány a následně publikovány.
Mediální rutiny pramení ze tří tlaků směřujících od:
1. publika (Co je potřebné pro publikum?)
2. mediální organizace (Co je médium schopno zpracovat?)
3. zdrojů (Jaký informační materiál je k dispozici?)

### Jednotlivci
Microsociální vliv. Na výslednou podobu zprávy má vliv osoba podavatele neboli komunikátora. Jde jak o jeho profesní znalosti, tak i o běžné vlastnosti, charakter, vztahy, náboženství, morální hodnoty a další. Spadají jsem i autorovy představy o tom, co je a co není zprávou a i to, podle čeho si myslí, že událost má zpravodajskou hodnotu.